# Амнокканское нагорье
Амнокка́нское наго́рье (кор. 강남산맥?, 江南山脈?) — нагорье на Корейском полуострове, расположенное к западу от водораздела хребта Нанним. Часть Северо-Корейских гор.
Нагорье состоит из плоскогорий и хребтов северо-восточного простирания (Чогыорён, Мёхян, Нанним) высотой до 1909 м. Сильно расчленено левыми притоками рек Ялуцзян, Чхончхонган и Тэдонган. Широко распространены поверхности выравнивания.
Климат умеренный, муссонный, с холодными сухими зимами. Количество осадков — свыше 1000 мм в год (преимущественно летом). Из растительности преобладают горные таёжные и смешанные леса (лиственница, пихта, дуб, клён).
Нагорье сложено преимущественно древними интрузивными породами. Имеются месторождения свинцово-цинковых руд, золота, графита.